# Agence web
 (avril 2022).
Une agence web (ou Web agency en anglais) est une entreprise spécialisée dans les différentes formes de communication et de promotion sur le web.
Les premières agences web ont été fondées dès 1994-1995 avec l’avènement des premiers sites. L'éventail des missions d’une agence web s'est considérablement élargi au cours des années : à la création de sites web se sont ajoutées les prestations en matière de communication en ligne, d'infographie, de gestion publicitaire en ligne, de web marketing, de community management, de réputation web, de référencement et de déploiement sur des applications mobiles notamment.
Au départ, les agences web se sont créées et développées en marge des agences de communication traditionnelles car celles-ci n’intégraient pas encore les compétences nécessaires. Puis, d'année en année, des regroupements se sont opérés tandis que certaines agences de communication traditionnelles ont emboîté le pas en créant un département web. Cependant, à part quelques exemples, les deux métiers (agence de communication traditionnelle / agence web) requièrent des compétences et des approches globalement différentes et complémentaires. Les métiers du web se sont nettement spécialisés et complexifiés et permettent donc aux agences web réputées et expérimentées de proposer un niveau de prestation nettement plus élevé dans ce domaine que les agences de communication traditionnelles. La communication sur internet permet de cibler plus précisément les clients (par sexe, par âge, par catégorie socio-professionnelle...) et de vérifier en temps réel son efficacité.

## Organisation et services
Une agence web peut travailler en réalisant un projet dans un temps donné au sein de son entreprise, en faisant appel à des sous-traitants, ou en déléguant son personnel directement chez son client. Il existe différents types d'agences web et le choix pour un annonceur n'est pas aisé.
Ces agences peuvent proposer divers services selon leur spécialité comme :
- La conception et la réalisation de sites web à l'aide de CMS ou Système de gestion de contenu du type WordPress, Joomla, Drupal ou Prestashop (pour les plus connus) ou en développement de CMS propriétaire.
- La communication et le marketing sur internet.
- Une expertise technique.
- La gestion des réseaux sociaux.

Une partie de ces agences peuvent s'assimiler à une société de services en ingénierie informatique spécialisée dans l'Internet, et d'autres à des agences conseil en communication. Elles conçoivent ou réalisent par exemple :
- Le design de logo et de charte graphique.
- L'ingénierie de sites web, intranet, extranet et application web.
- La conception d'applications mobiles.
- Le rédactionnel et l'ergonomie.
- La gestion de campagnes de marketing électronique.
- L'hébergement de serveurs dédiés et/ou de sites web mutualisés.

## Processus

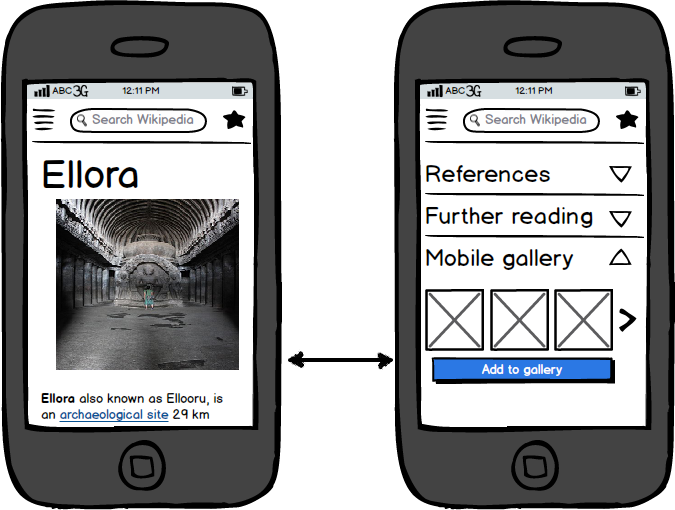
Maquette de site web mobile

Le processus de toute agence web confondue se résume en cinq étapes:
- Découverte: L'activité, les objectifs sont analysés pour cibler les attentes du client.
- Recherche: Compromis entre les restrictions et exigences définies et le budget. Encouragement à l'utilisation de logiciel Open Source CMS qui décroit significativement les coûts mais exposent les sites aux hackers si le logiciel Open Source utilisé n'est pas régulièrement mis à jour.
- Maquettage : Réalisation d'une maquette par le service infographie de l'agence web permettant de présenter la charte graphique du futur site web.
- Développement : Intégration de la maquette et développement du site à l'aide d'un Système de gestion de contenu ou en développement pur.
- Évolution: Il y a quelque temps, le travail d'une agence web consistait uniquement en la création d'un Site web. Aujourd'hui, une agence web se doit de proposer des services de Référencement ou de marketing électronique pour mettre en avant ses différents projets.

## Technologies web
Les agences web nécessitent des compétences techniques en programmation et notamment les langages HTML et CSS (Ces deux technologies constituent la base de tout projet web). Plusieurs autres langages peuvent venir se greffer sur un développement de pages internet, et notamment :
- PHP souvent associé au système de gestion de base de données MySQL ;
- Python au travers de Framework comme Django associé à des systèmes de gestion de base de données ;
- JavaScript ou la bibliothèque Jquery pour permettre des effets dynamiques ;
- Ajax (informatique) ;
- Adobe Flash ou  HTML5 pour la conception d'animations ;
- Java (technique), Microsoft .NET ou encore WebDev pour concevoir de véritables applications embarquées sur un site web ;
- Flutter qui est un framework de développement d'applications multiplateforme (iOS et Android) conçu par Google.